# Liste de personnalités ghanéennes
 (mai 2020).
Cette liste de personnalités ghanéennes notables comprend des personnes nées au Ghana et des personnes d'ascendance ghanéenne, qui se distinguent par leur vie ou leur travail. 

## Arts

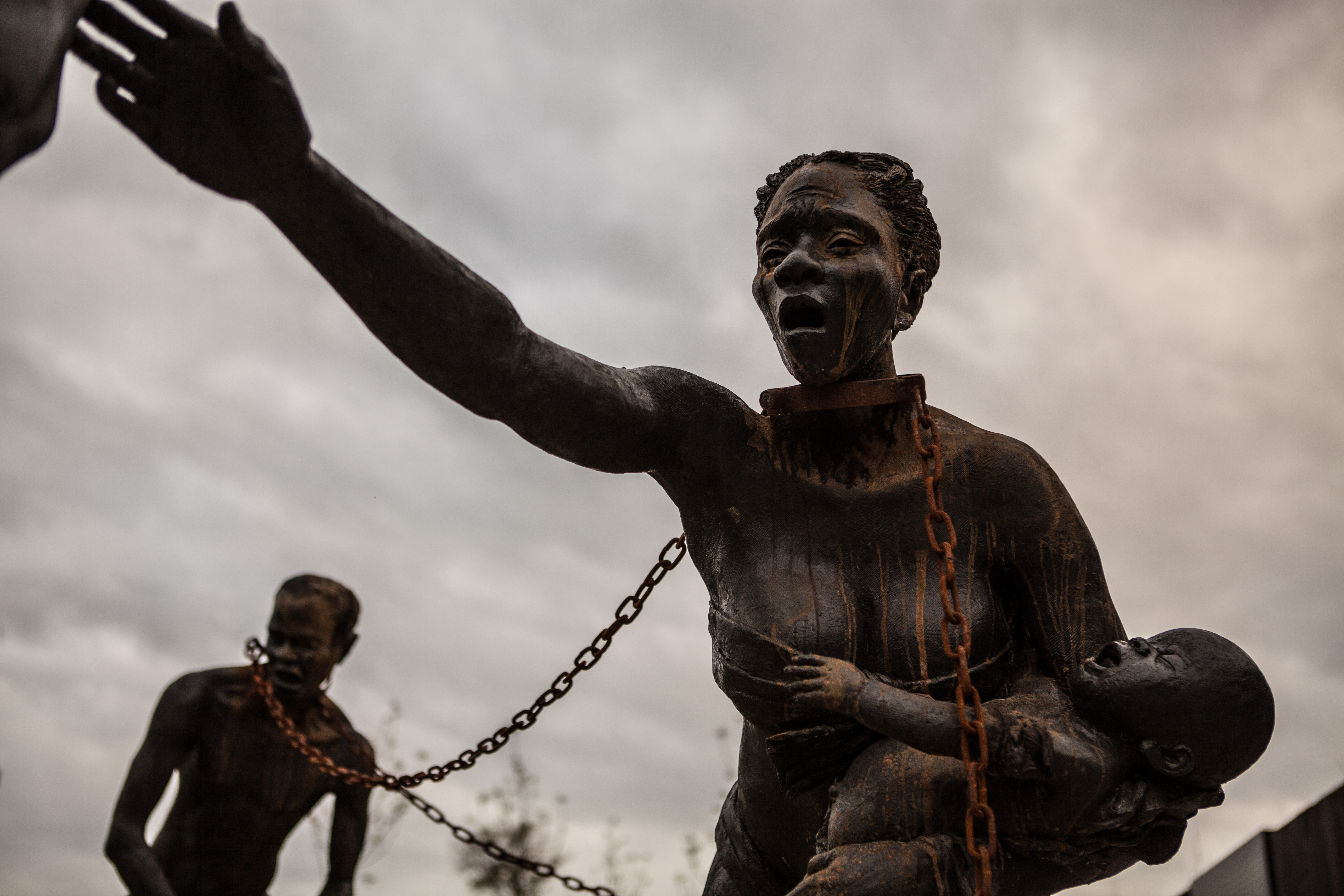
Nkyinkim par Kwame Akoto-Bamfo au National Memorial for Peace and Justice qui a ouvert ses portes en 2018 à Montgomery, Alabama.

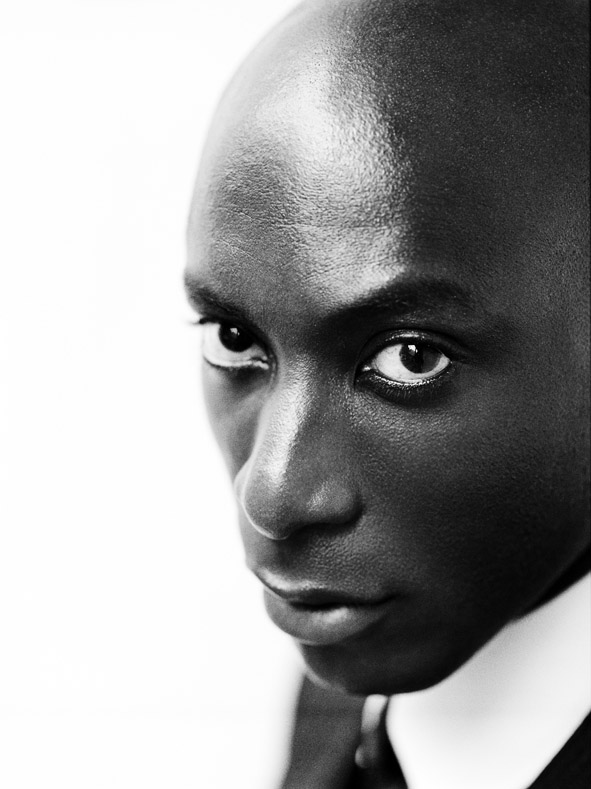
Ozwald Boateng.

### Sculpture et peinture
- Wiz Kudowor, artiste
- Kwame Akoto-Bamfo, sculpteur
- Eric Adjetey Anang, sculpteur
- Ben Agbee, artiste
- El Anatsui, sculpteur
- Serge Attukwei Clottey (en), artiste
- Nana Oforiatta Ayim, historienne de l'art, commissaire d'exposition, cinéaste, écrivaine
- James Cudjoe (en), peintre
- Godfried Donkor (en), peintre et artiste des techniques mixtes
- Kimathi Donkor, peintre
- Ablade Glover, peintre
- George Afedzi Hughes, peintre
- Theodosia Okoh, artiste, créatrice du drapeau du Ghana
- Owusu-Ankomah, peintre
- Rikki Wemega-Kwawu, artiste
- Lynette Yiadom-Boakye, peintre
- Bright Tetteh Ackwerh, sculpteur

### Architecture
- David Adjaye, architecte
- Theodore S. Clerk (en), premier architecte et urbaniste ghanéen
- Elsie Owusu, présidente fondatrice de la Society of Black Architects
- Harry Sawyerr, architecte

### Mode
- Virgil Abloh, créateur de mode
- Hilda Akua, mannequin et miss Ghana
- Kofi Ansah, créateur de mode
- Ozwald Boateng, créateur de mode
- Joe Casely-Hayford (en), créateur de mode
- Edward Enninful, rédacteur en chef du magazine britannique Vogue
- Claudia Lumor, éditrice de magazine de mode et productrice de défilés de mode
- Samata (en), anciennement Samata Angel, créatrice de mode et auteur
- Sam Sarpong, mannequin
- Adwoa Aboah, mannequin
- Ruth Quarshie, mannequin et miss Ghana
- Aisha Ayensu
- Akpene Diata Hoggar, entrepreneure et mannequin
- Nana Akua Addo, mannequin
- Prisca Abah, mannequin
- Kate Tachie-Menson, mannequin
- Charlotte Mensah, styliste capillaire

### Photographie
- Felicia Abban
- James Barnor
- Philip Kwame Apagya (en)
- Prince Gyasi

### Danse
- Obo Addy (en)
- Awal Alhassan (en)

## Affaires

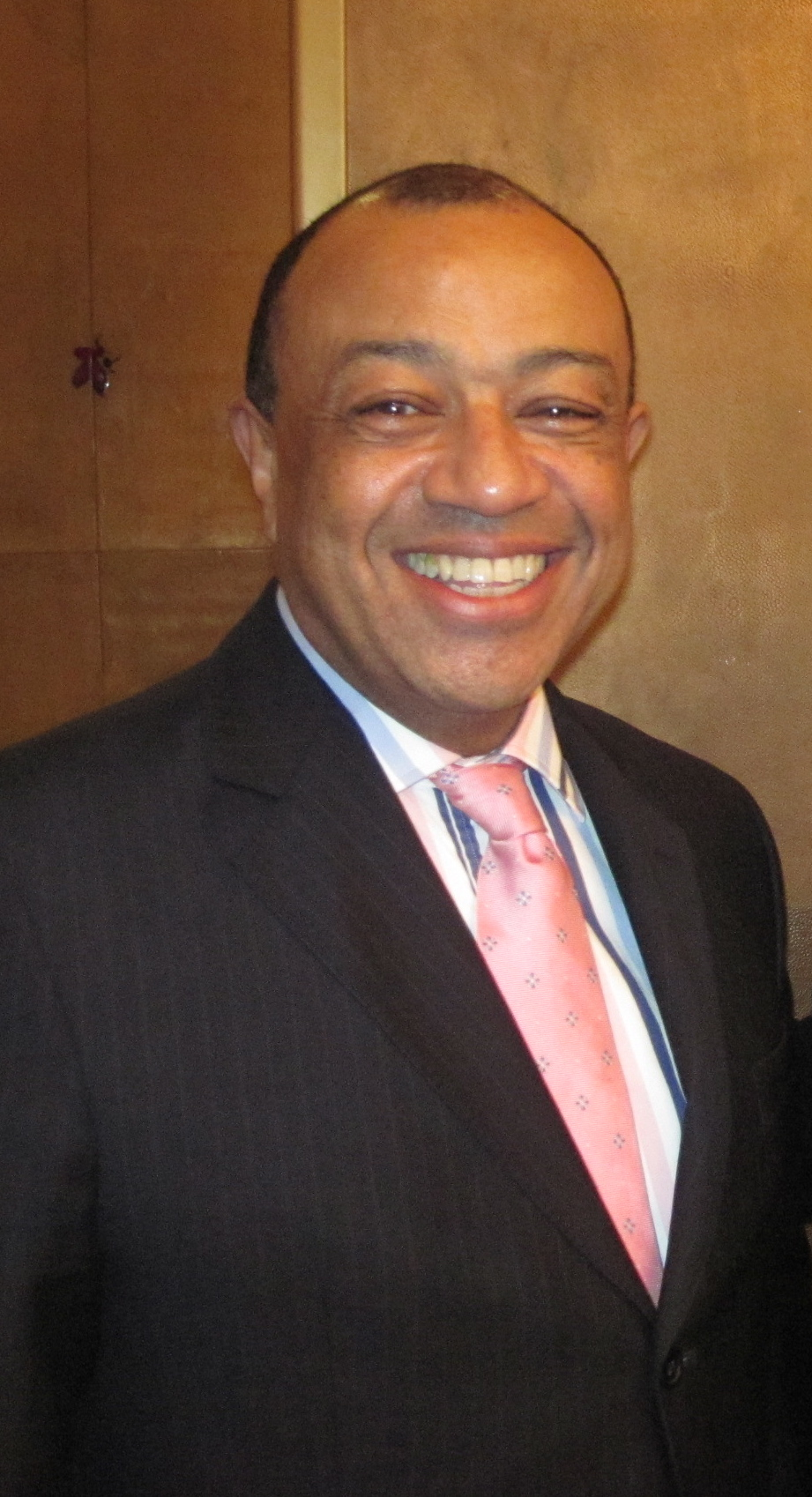
Paul Boateng

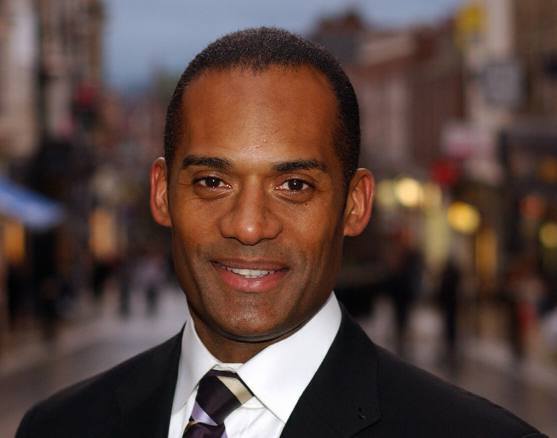
Adam Afriyie

- Adam Afriyie, homme politique et multimillionnaire du Parti conservateur britannique
- Roland Agambire (en), entrepreneur
- K. Y. Amoako (en), fonctionnaire international des Nations Unies et homme d'affaires
- Prince Kofi Amoabeng (en)
- Joyce Aryee, femme d'affaires et politicienne
- Thomas Edward Barter (en), commerçant de Cape Coast au XVIIe siècle
- Lord Paul Boateng, homme politique du Parti travailliste britannique, membre de la Chambre des lords, solliciteur
- Sam E. Jonah (en), homme d'affaires
- Winnifred Selby (en)
- J. K. Siaw (en)
- Dzigbordi Dosoo (en)
- Bernice Dapaah (en)
- Akua Sarpong-Ayisa (en)
- Adowarim Lugu Zuri (en)
- Abena Amoah
- Marufatu Abiola Bawuah
- Yvette Adounvo Atekpe (en)
- Patricia Obo-Nai
- Anne Amuzu (en)
- Elizabeth Wyns-Dogbe (en)
- Lucy Quist.

## Inventeurs et innovateurs
- Herman Chinery-Hesse
- Thomas Mensah
- Ave Kludze (en)
- Bright Simons (en)
- Fred McBagonluri (en)
- Kojo Sarfo Kantanka

## Universitaires et éducateurs

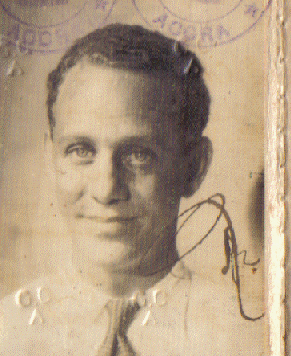
Beattie Casely-Hayford

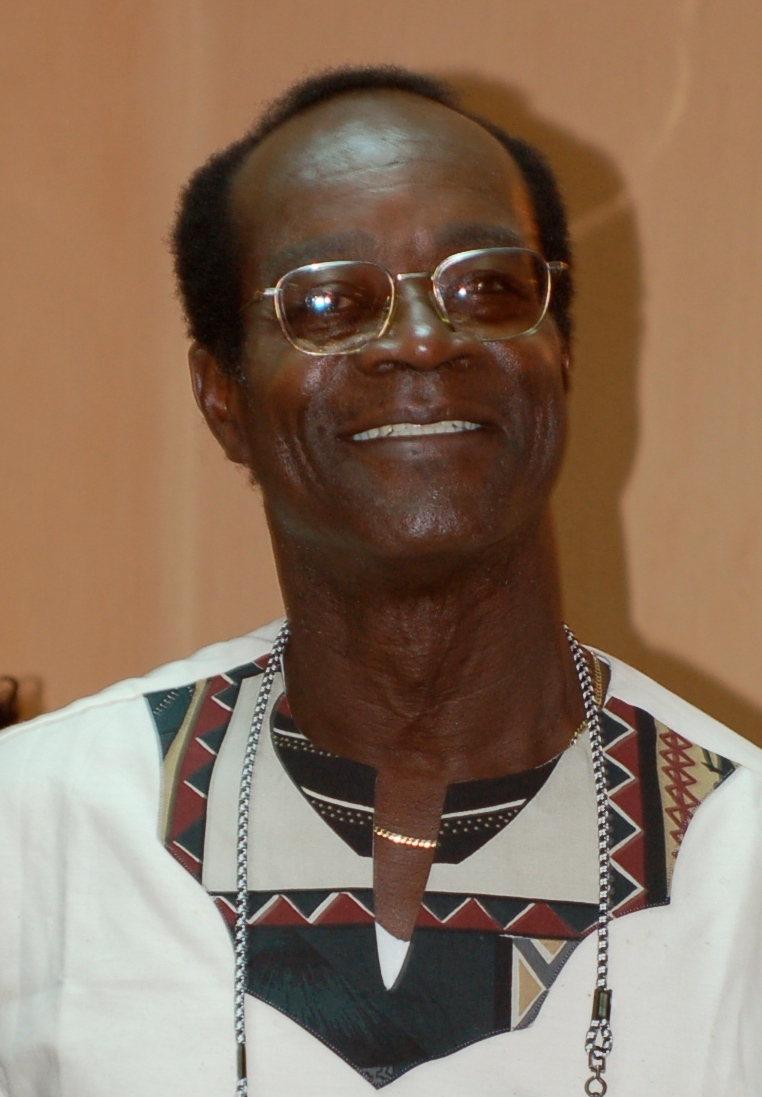
George Ayittey.

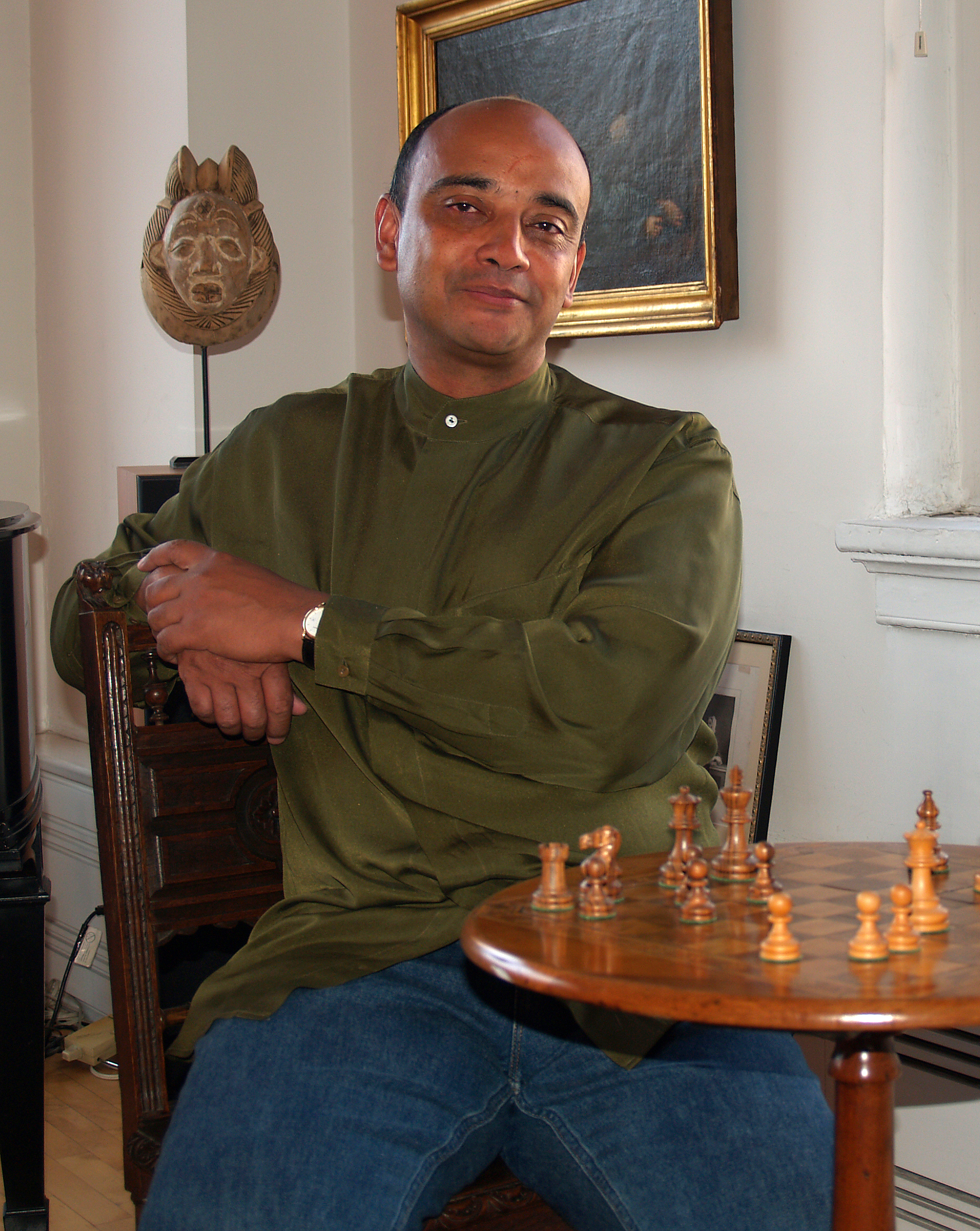
Anthony Appiah.

- William Emmanuel Abraham (en), philosophe, auteur et vice-chancelier de l'Université du Ghana
- Kwasi Kwarfo Adarkwa, académicien ghanéen et ancien vice-chancelier de l'Université des sciences et technologies Kwame Nkrumah.
- Stephen Adei (en), pédagogue, écrivain, économiste et conférencier motivateur.
- Gottlieb A. Adom (en), enseignant, journaliste et pasteur.
- James Emman Kwegyir Aggrey, intellectuel, missionnaire et enseignant.
- Francis Allotey, physicien mathématique
- Joseph Amenowode (en), universitaire et homme politique.
- Aba Andam, physicienne nucléaire.
- Kwesi Akwansah Andam (en), auteur, ingénieur civil et ancien vice-chancelier de KNUST.
- Kofi Annan, diplomate et chancelier de l'Université du Ghana.
- Anthony Appiah, philosophe et romancier.
- Richard Appiah Akoto, pédagogue.
- Ernest Aryeetey (en), secrétaire général de l'ARUA.
- Kofi Awoonor, professeur et diplomate.
- Patrick Awuah, fondateur et président de l'Université Ashesi.
- Edward S. Ayensu (en), économiste, scientifique et ancien président du Conseil de la recherche scientifique et industrielle.
- George Ayittey, économiste, auteur, professeur et président de la Free Africa Foundation.
- Robert Patrick Baffour (en), universitaire, ingénieur en mécanique et premier vice-chancelier de la KNUST
- Kwesi Botchwey (en), professeur et avocat.
- Beattie Casely-Hayford (en), ingénieur.
- Gus Casely-Hayford, conservateur et historien culturel.
- Alexander Worthy Clerk, missionnaire.
- Carl Henry Clerk (en), enseignant et pasteur.
- Jane E. Clerk, enseignante et administratrice de l'éducation.
- Nicholas T. Clerk (en), universitaire, administrateur et ministre presbytérien
- George C. Clerk (en), botaniste.
- Rita Akosua Dickson, vice-chancelière de KNUST.
- Philip Gbeho (en), professeur, musicien, compositeur de l'hymne national du Ghana
- Paa Grant, fondateur et premier président de la United Gold Coast Convention
- Akua Kuenyehia, avocate, juge, vice-présidente de la Cour pénale internationale, ancienne doyenne de la Faculté de droit de l'université du Ghana
- Priscilla Kolibea Mante.
- Fred McBagonluri (en), universitaire, auteur et inventeur.
- Joseph Henry Mensah, homme politique et économiste.
- John Atta Mills, ancien président de la quatrième République du Ghana ; professeur de droit à l'université.
- J. H. Kwabena Nketia, ethnomusicologue
- Marian Asantewah Nkansah.
- Lawrence Henry Yaw Ofosu-Appiah (en), auteur et universitaire.
- Jane Naana Opoku-Agyemang.
- Mavis Owureku-Asare.
- Elizabeth Frances Sey.
- Daniel Asua Wubah (en), universitaire, président de l'Université de Millersville.
- Richmond Sarpong, chimiste ghanéen-américain.

## Juges et pouvoir judiciaire
- Samuel Azu Crabbe (en)
- Mabel Agyemang, Juge en chef de la Cour suprême de Gambie
- Daniel Francis Annan (en), juge
- Joyce Bamford-Addo, juge et avocat
- Vincent Cyril Richard Arthur Charles Crabbe (en)
- Thomas Mensah (en), juge et président de la Cour permanente d'arbitrage
- Emmanuel Charles Quist (en), avocat et juge, premier président africain de l'Assemblée législative
- Georgina Wood, première femme juge en chef du Ghana
- Jones Victor Mawulorm Dotse (en)
- Amanda Akuokor Clinton
- Sandra Opoku

## Diplomates
- Mohamed Ibn Chambas
- Akua Kuenyehia
- Charlotte Osei
- K. B. Asante (en)
- Paul Boateng
- Harriet Sena Siaw-Boateng
- Pauline M. Clerk
- Amon Nikoi (en)
- Nathan Quao (en)
- Genevieve Delali Tsegah
- Elsie Addo Awadzi
- Elizabeth Adjei
- Paulina Patience Abagaye
- Anna Bossman
- Johanna Odonkor Svanikier
- Maureen Abla Amematekpor
- Cecilia Gyan Amoah
- Margaret Amoakohene
- Grace Amponsah-Ababio
- Shirley Ayorkor Botchway
- Abena Busia
- Mercy Yvonne Debrah-Karikari
- Gina Blay
- Amerley Ollennu Awua-Asamoa
- Salma Frances Mancell-Egala

## Acteurs et réalisateurs de films
- Freema Agyeman, actrice

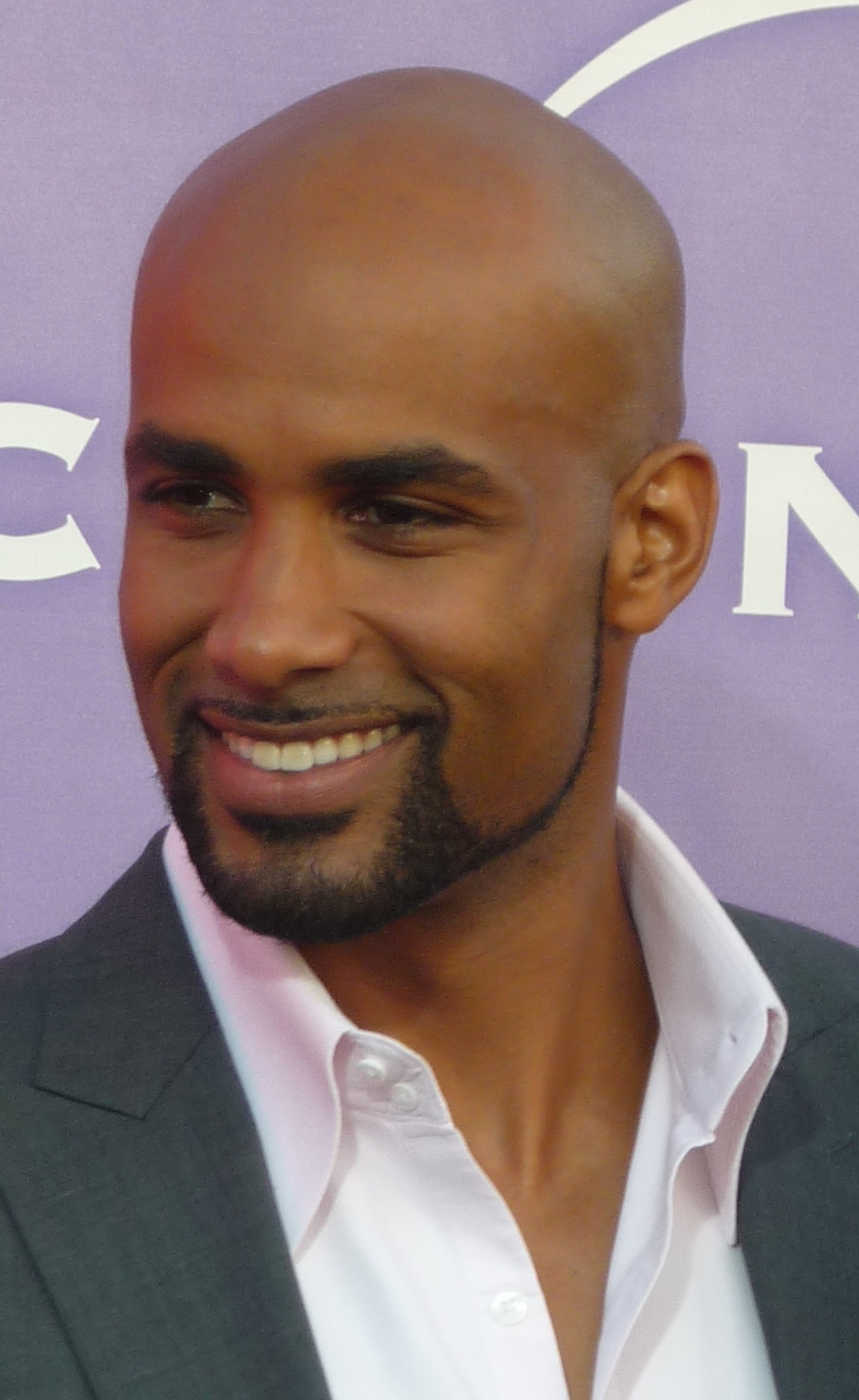
Boris Kodjoe

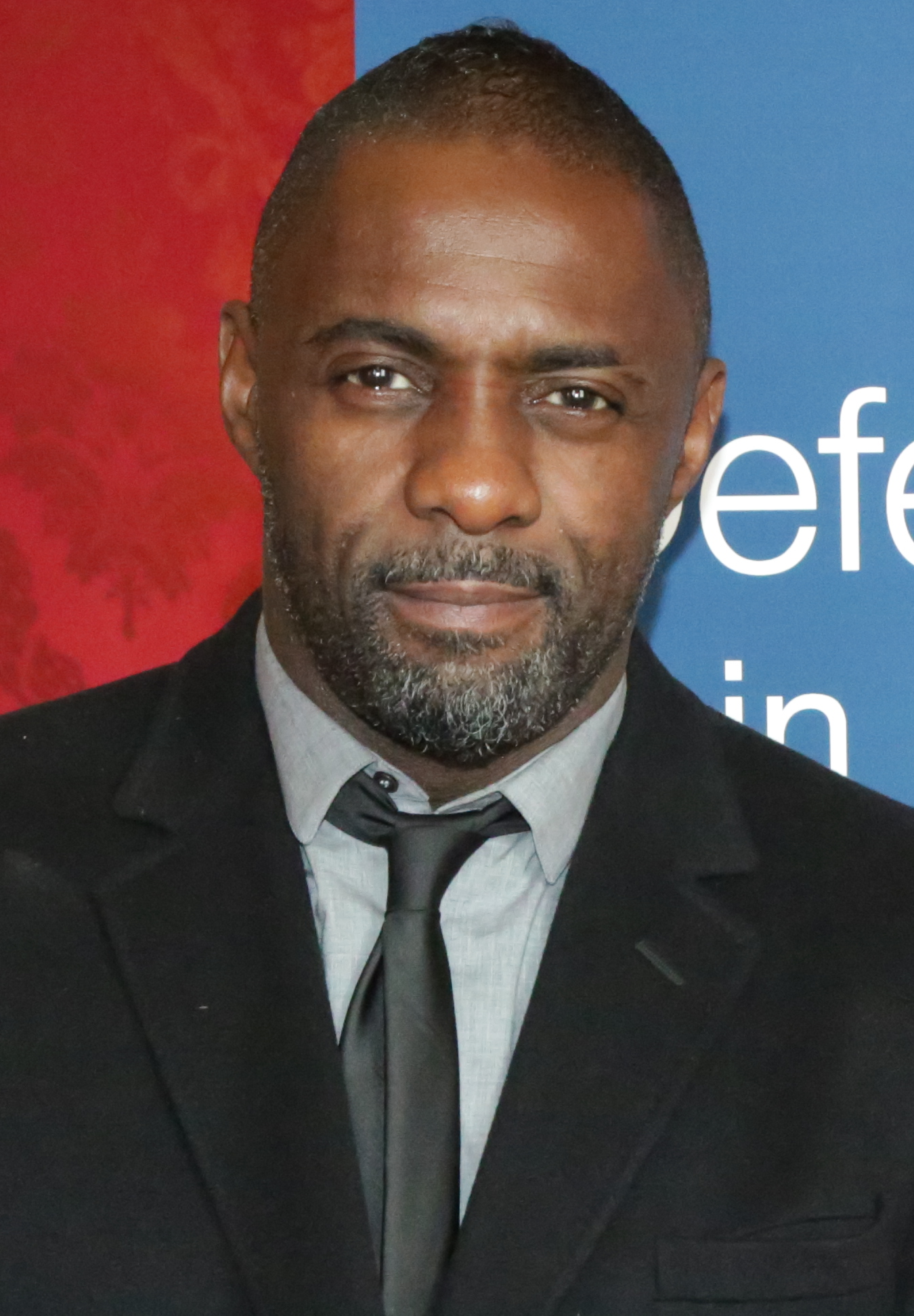
Idris Elba

- John Akomfrah, réalisateur et scénariste
- Amma Asante, scénariste et réalisatrice ghanéenne-britannique
- Jackie Aygemang, actrice
- Yaba Badoe, cinéaste et écrivain
- Akosua Busia, actrice
- Paul Danquah (en), acteur ghanéen-britannique
- Idris Elba, acteur
- Boris Kodjoe, acteur
- Nii Odartei Evans, acteur, producteur, artiste voix off
- Peter Mensah, acteur
- Yvonne Nelson, actrice
- Nadia Buari, actrice
- Joselyn Dumas, actrice
- Majid Michel, acteur
- Hugh Quarshie, acteur
- Joseph van Vicker, acteur
- Chris Attoh (en), acteur
- Socrate Safo, réalisateur
- Ama Abebrese
- Michael Dapaah (en)
- Kwame Owusu Ansah (en)
- Mac Jordan Amartey (en)
- Bob Santo
- David Dontoh (en)
- John Dumelo
- Kofi Adjorlolo (en)
- Dayan Kodua, actrice
- Sika Osei
- Zynnell Zuh (en)
- Anita Kuma
- Thelma Buabeng
- Clara Amoateng Benson (en)
- Hailliote Sumney (en)

### Comédiens
- Kofi Adu (en) (Agya Koo), acteur et comédien
- Michael Blackson (en), comédien
- Jacinta Ocansey (en), comédienne de stand-up, chanteuse et actrice

## Personnalités militaires

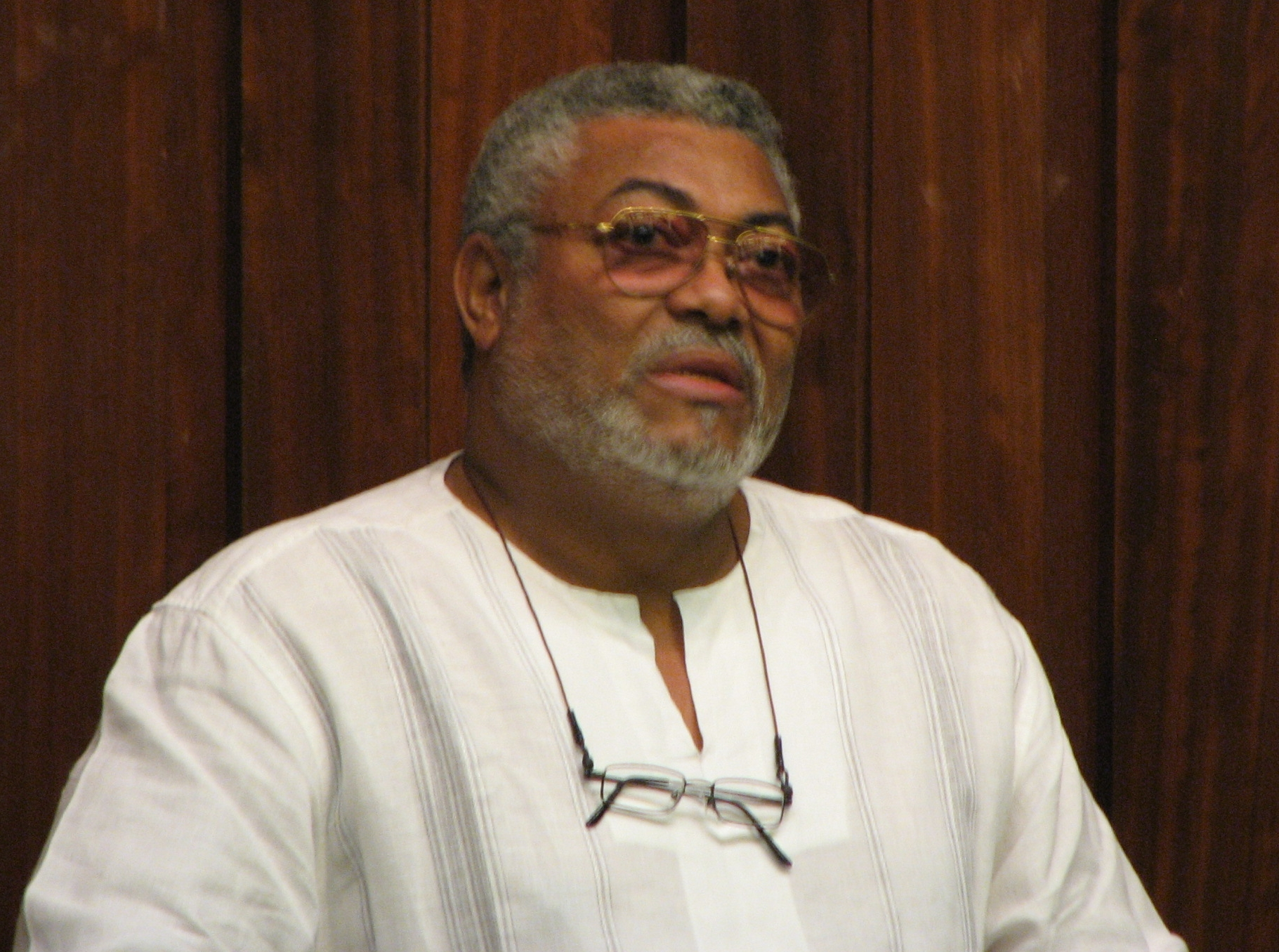
Jerry Rawlings.

- Akwasi Afrifa, soldat et ancien politicien et chef d'État du Ghana
- Joseph Arthur Ankrah, soldat et deuxième chef d'État du Ghana
- Emmanuel Kwasi Kotoka (en), lieutenant général; commandé comme lieutenant en 1954 et détaché auprès de l'armée britannique sur le Rhin
- David Anumle Hansen (en), chef d'état-major de la marine du Ghana
- Jerry Rawlings, ancien président de la République du Ghana et pilote de chasse de la Ghana Air Force
- Rosamond Asiamah Nkansah (en) (née en 1930), première policière ghanéenne.
- John Ebenezer Samuel de Graft-Hayford (1912-2002), militaire, premier Ghanéen à occuper le poste de chef d'état-major de l'aviation au Ghana.

## Médecins et chirurgiens
- Kwame Addo-Kufuor (en), médecin
- Raphael Armattoe (en), médecin, poète, homme politique
- E. A. Badoe (en)
- John Bilson (en)
- Kofi Boahene (en)
- Peter Bossman, médecin
- Alexander Adu Clerk (en), spécialiste de la médecine du sommeil et psychiatre
- Matilda J. Clerk, médecin
- Charles Odamtten Easmon (en), chirurgien
- Kwabena Frimpong-Boateng (en), chirurgien cardiothoracique
- Ernest James Hayford (en)
- Susan Ofori-Atta
- Emmanuel A. Kissi (en)
- Jacob Kwakye-Maafo (en), médecin et chirurgien
- Edward Mahama (en)
- Frederick Nanka-Bruce (en)
- David Ofori-Adjei (en)
- Susan Ofori-Atta
- Benjamin Quartey-Papafio (en), premier ghanéen à obtenir un diplôme de médecine
- Bernard Ribeiro, baron Ribeiro, chirurgien et ancien président du Royal College of Surgeons of England
- Ellen Boakye
- Afua Adwo Jectey Hesse

## Personnalités politiques
- Akwasi Afrifa, ancien président

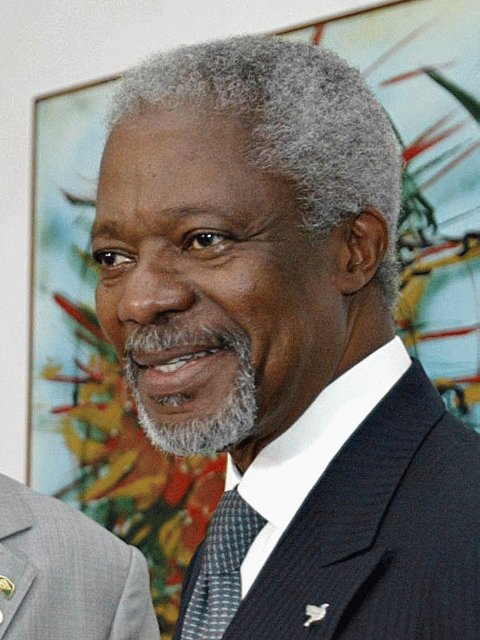
Kofi Annan.

- Adam Afriyie, homme politique et homme d'affaires du Parti conservateur britannique
- Ebenezer Ako-Adjei (en), politicien nationaliste et l'un des Big Six
- Edward Akufo-Addo, ancien président et l'un des Big Six
- Nana Akufo-Addo, actuelle présidente de la République du Ghana
- Reginald Reynolds Amponsah (en)
- Joseph Arthur Ankrah, ancien président
- Kofi Annan, 7e secrétaire général de l'ONU
- William Ofori Atta, homme politique, membre fondateur de la United Gold Coast Convention et l'un des Big Six
- Prosper Douglas Bani (en), ancien chef de cabinet
- Albert Adu Boahen
- Paul Boateng, homme politique du Parti travailliste britannique, membre de la Chambre des lords, avocat, avocat et homme d'affaires
- Peter Bossman, homme politique slovène
- Kofi Abrefa Busia, Premier ministre et auteur
- J. B. Danquah, homme d'État, panafricaniste, universitaire, historien et l'un des Big Six
- Victor Gbeho, diplomate
- J. E. Casely Hayford, journaliste, auteur, avocat, éducateur et homme politique
- John Kufuor, ancien président du Ghana, ambassadeur mondial contre la faim pour le Programme alimentaire mondial des Nations unies (PAM)
- Kwasi Kwarteng, homme politique du Parti conservateur britannique
- Fiifi Fiavi Kwetey (en), député et ministre
- Ambrose Dery, députée et ministre
- Haruna Iddrisu (en), députée et ministre
- Alan John Kyerematen (en)
- John Dramani Mahama
- John Atta Mills, ancien président de la République du Ghana
- Muntaka Mohammed Mubarak (en)
- Paa Kwesi Nduom (en)
- Kwame Nkrumah, fondateur du panafricanisme, leader du Ghana et de son prédécesseur, la Gold Coast et l'un des Big Six
- Emmanuel Obetsebi-Lamptey, homme politique, l'un des fondateurs et dirigeants de la United Gold Coast Convention et l'un des Big Six
- Jacob Otanka Obetsebi-Lamptey (en)
- Nii Amaa Ollennu, président de la commission présidentielle et président par intérim du Ghana pendant la Deuxième République du 7 août 1970 au 31 août 1970
- Aaron Mike Oquaye (en)
- Victor Owusu (en)
- Jerry Rawlings, ancien président
- Charles Wereko-Brobby (en)
- Kwadwo Baah Wiredu (en), ancien député et ministre des Finances
- Kojo Oppong Nkrumah, homme politique, journaliste
- Obuobia Darko-Opoku (en)
- Ama Bame Busia (en)
- Nana Akua Owusu Afriyie (en)
- Naana Eyiah Quansah (en)
- Abena Durowaa Mensah (en)
- Cynthia Mamle Morrison
- Joyce Adwoa Akoh Dei (en)
- Tina Gifty Naa Ayele Mensah
- Nana Ama Dokua Asiamah Adjei
- Felicia Adjei (en)
- Francisca Oteng-Mensah, plus jeune députée du Ghana.
- Eunice Brookman-Amissah
- Christine Amoako-Nuama

## Sports

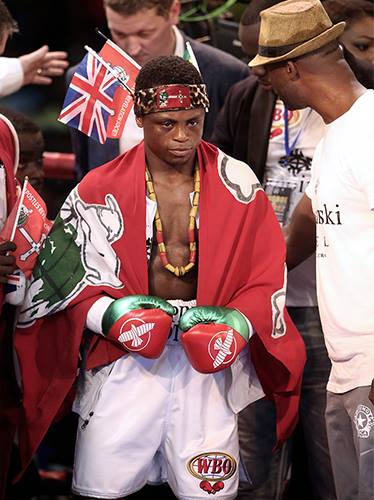
Isaac Dogboe

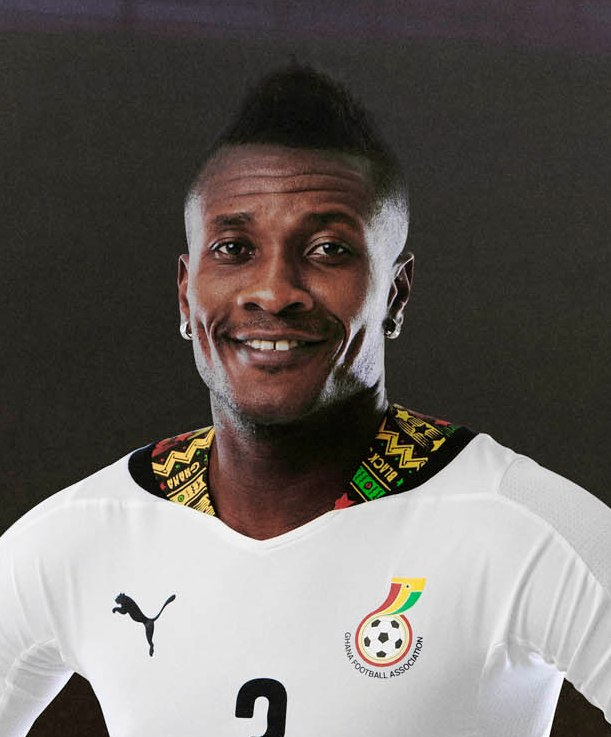
Asamoah Gyan

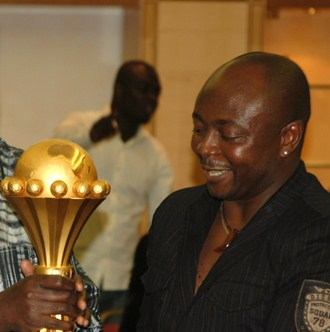
Abédi Pelé

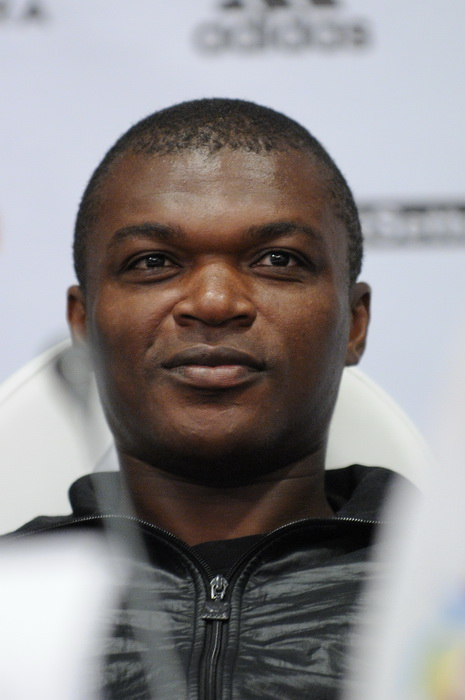
Marcel Desailly

- Osumanu Adama (en), boxeur champion du monde
- Osei Kofi
- Joseph Addai, joueur de football américain
- Freddy Adu, footballeur
- Harry Aikines-Aryeetey, sprinter
- Vida Anim, athlète
- Ezekiel Ansah, joueur de football américain
- Stephen Appiah, footballeur, ancien capitaine des Black Stars
- Kwadwo Asamoah, footballeur actuellement avec le FC Internazionale Milano
- Anita Asante, footballeuse anglaise
- André Ayew, footballeur de Swansea City
- Jordan Ayew, footballeur de Crystal Palace, frère d'André Ayew
- Mario Balotelli, footballeur actuellement à l'OGC Nice
- Jérôme Boateng, footballeur actuellement au Bayern Munich
- Kevin-Prince Boateng, footballeur actuellement avec UD Las Palmas
- Joshua Clottey, ancien boxeur champion du monde
- Marcel Desailly, ancien footballeur français
- Michael Essien, footballeur
- Ignisious Gaisah, athlète
- Kim Grant, footballeur
- Asamoah Gyan, footballeur
- Kofi Kingston, lutteur professionnel
- Nana Yaw Konadu, boxeuse championne du monde
- John Mensah, footballeur
- Pops Mensah-Bonsu, basketteur
- Azumah Nelson, boxeur champion du monde
- Kwame Nkrumah-Acheampong, skieur
- John Paintsil, footballeur
- Abedi Pelé, footballeur
- Clement Quartey, médaillé d'argent olympique de boxe
- Ike Quartey, ancien boxeur champion du monde
- Danny Welbeck, footballeur actuellement avec Arsenal et l'équipe nationale anglaise
- Arthur Wharton, le premier joueur de football professionnel noir au monde
- Rachel Yankey, footballeuse
- Anthony Yeboah, footballeur
- Thomas Partey, footballeur
- Timothy Fosu-Mensah, footballeur
- Stephen Appiah, ancien footballeur
- Baba Rahman, footballeur
- Kevin-Prince Boateng
- Isaac Dogboe, boxeur champion du monde

## Médias et journalistes
- Dzifa Affainie (en)
- Anas Aremeyaw Anas (en)
- Roger A. Agana (en)

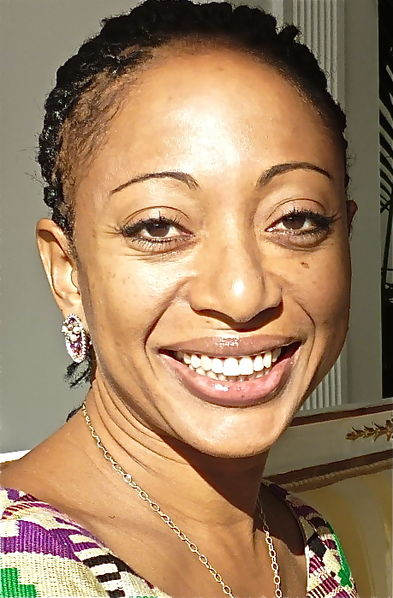
Samia Nkrumah.

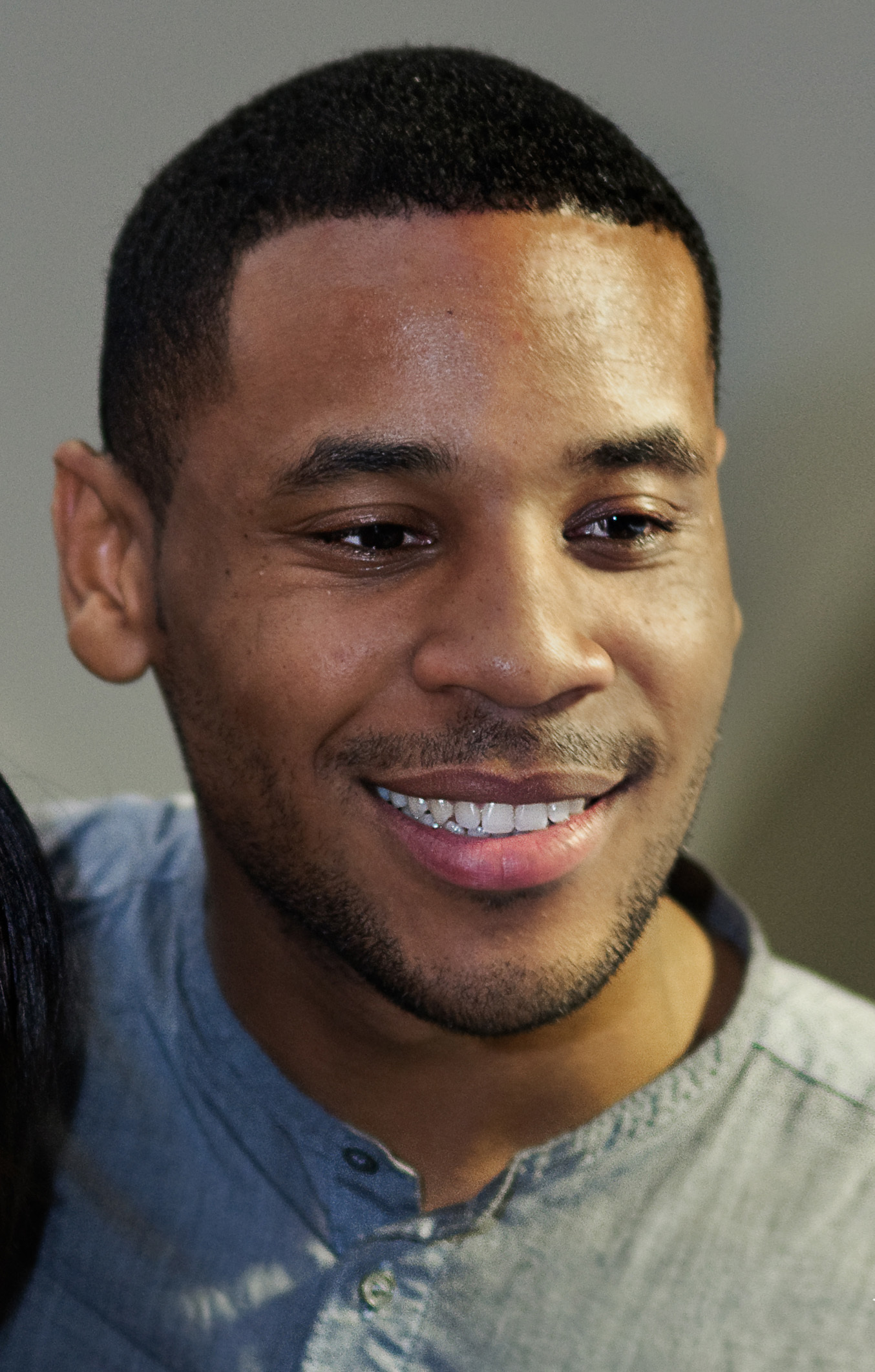
Reggie Yates

- Terry Baddoo (en), journaliste et présentateur de nouvelles télévisées
- Margaret Busby, éditrice et éditrice, fondatrice d'Allison & Busby
- Marcel Desailly, polémiste et ancien footballeur
- Afua Hirsch, journaliste et présentatrice de nouvelles télévisées
- Ras Kwame (en), DJ et animateur radio
- Ras Mubarak (en), consultant média
- Deborah Owusu-Bonsu, présentatrice de télévision
- June Sarpong (en), présentatrice de télévision
- Mahama Shaibu (en)
- Alhassan Suhuyini (en), journaliste de radio-télévision
- Reggie Yates (en), acteur et présentateur de télévision

- Komla Dumor, journaliste
- Anas Aremyaw Anas (en), journaliste
- Roger A. Agana (en), journaliste
- David Ampofo (en), journaliste
- Jemila Abdulai (en), blogueuse
- Akpene Diata Hoggar, blogueur
- Manasseh Azure (en), journaliste
- Natalie Fort (en), journaliste
- Nathaniel Attoh (en), journaliste
- Attractive Mustapha (en), journaliste
- Robert Nii Arday Clegg (en), journaliste
- Akua Dansua, journaliste
- Ameyaw Debrah (en), blogueur et journaliste
- Komla Dumor, journaliste
- Cameron Duodu (en), journaliste, diffuseur, écrivain
- Ekow Eshun (en), journaliste et diffuseur
- Afua Hirsch, journaliste
- Isaac Kaledzi (en), journaliste
- Asare Konadu (en), journaliste
- Kent Mensah (en), journaliste
- Gamal Nkrumah (en), journaliste, panafricaniste et éditeur
- Samia Nkrumah, journaliste
- Pearl Akanya Ofori (en), journaliste
- Kwaku Sakyi-Addo (en), journaliste
- Kwami Sefa Kayi, journaliste
- Kweku Baako Jnr (en), journaliste
- Edward Oppong Marfo (en), journaliste
- Bernard Avle (en), journaliste
- Nana Jantuah (en), journaliste
- Emma Morrison (en), journaliste
- Anita Kuma, journaliste
- Juliet Bawuah (en), journaliste

## Écrivains et poètes
- Ama Ata Aidoo, écrivain
- Mohammed Naseehu Ali (en), écrivain et musicien

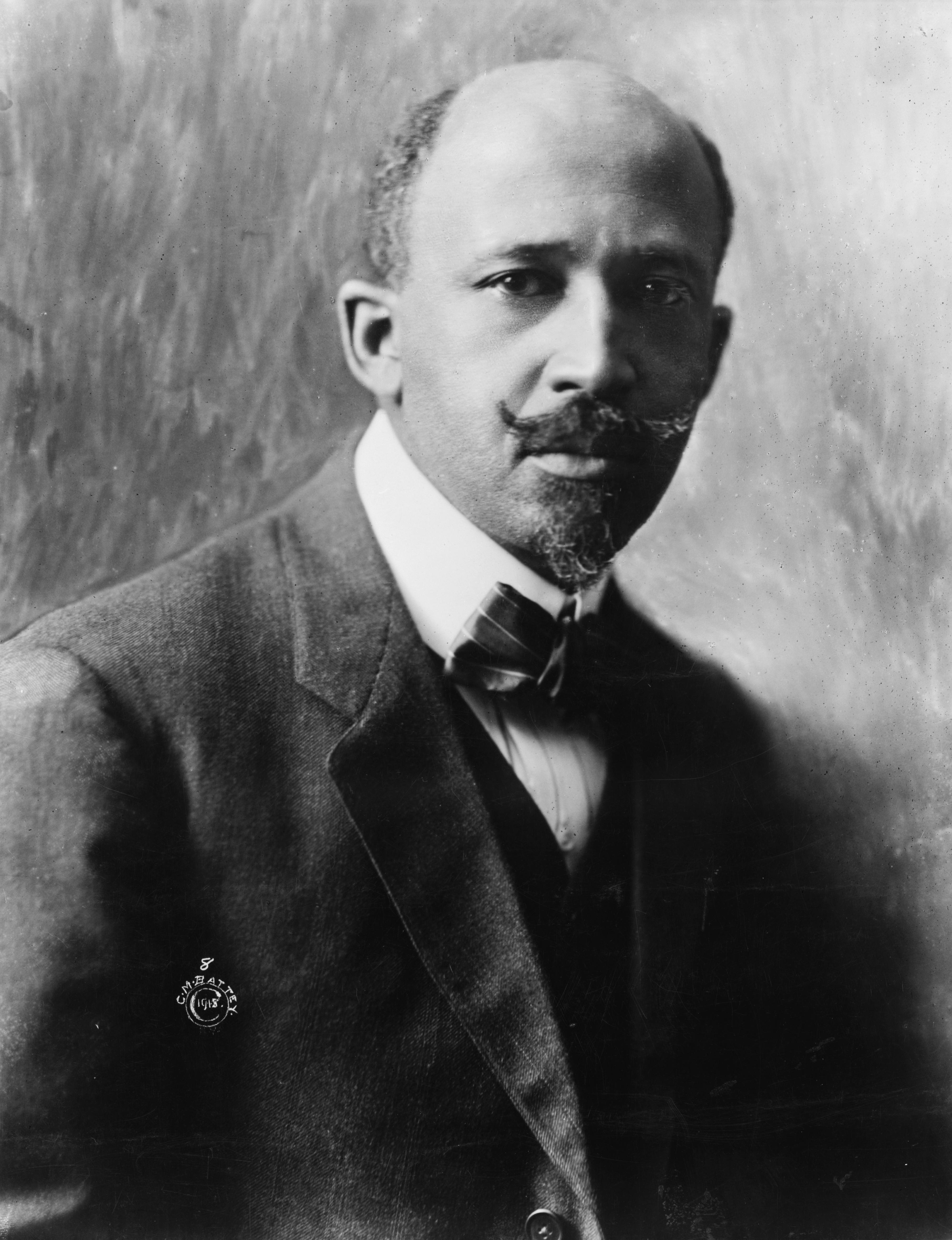
W. E. B. DuBois

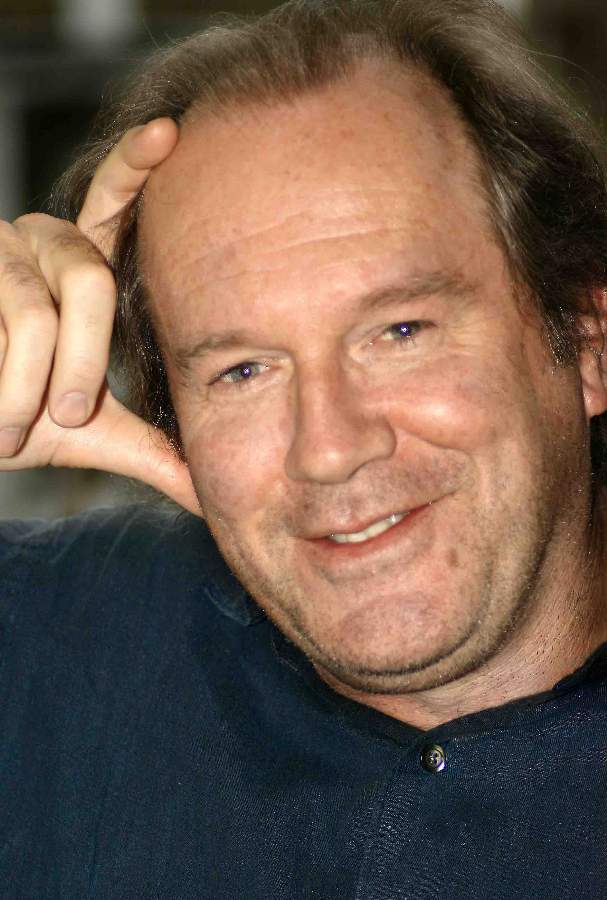
William Boyd

- Kofi Anyidoho, poète et universitaire
- Ayi Kwei Armah, romancière et critique sociale
- Ayesha Harruna Attah, écrivain
- Kofi Awoonor, poète et universitaire
- William Boyd, romancier et scénariste (né à Accra)
- Mabel Dove Danquah, journaliste, militante politique et écrivaine créative
- Amma Darko, romancière
- Kwame Dawes, poète, éditeur et critique
- Joe de Graft (en), dramaturge et dramaturge
- Amu Djoleto (en), poète et éducateur
- W. E. B. Du Bois, auteur, éditeur, sociologue, historien, militant des droits civiques et panafricaniste
- Kodwo Eshun (en), écrivain, théoricien et cinéaste
- Yaa Gyasi, romancière
- Kojo Laing (en), romancier
- Lesley Lokko, romancière et architecte
- Atukwei Okai (en), poète, activiste culturel et universitaire
- Francis Ernest Kobina Parkes (en), poète
- Nii Parkes, auteur et commentateur social
- Taiye Selasi, écrivain et photographe
- Efua Sutherland, dramaturge, poète et dramaturge
- Empi Baryeh
- Portia Dery (en)
- Nana Sandy Achampong (en), romancier, poète et universitaire

## Artistes
- Akosua Agyapong
- Peju Alatise
- Kimberose
- Kofi Owusu Dua Anto (en)
- Kojo Antwi (en)
- Kojo Funds (en)
- Becca
- Lethal Bizzle (en)
- C-Real (en)
- Castro (en)
- A. B. Crentsil (en)
- Amakye Dede (en)
- Rocky Dawuni (en)
- Donae'o (en)
- Bisa Kdei (en)
- Samini (en)
- E.L (en)
- Efya
- Fuse ODG (en)
- Kofi Ghanaba (en)
- Ethel Eshun (en)
- Jay Ghartey (en)
- Sherifa Gunu (en)
- Joey B (en)
- Kesse (en)
- Kofi Kinaata (en)
- Pappy Kojo (en)
- Medikal (en)
- Daddy Lumba (en)
- Nayaah (en)
- Agya Koo Nimo (en)
- Nii Okai (en)
- Nana Kottens
- Osibisa
- Dizzee Rascal
- Raye (chanteuse)
- Reggie Rockstone (en)
- Sarkodie
- Esther Smith
- Stormzy
- Sway (rappeur)
- Tricky
- Ébène
- Wiyaala
- Stonebwoy
- Tempa T (en)
- Shatta Wale
- Wendy Shay
- R2Bees (en)
- Kuami Eugene
- Kwesi Arthur (en)
- KiDi (en)
- Darkovibes (en)
- Rocky Dawuni (en)

### Artiste gospel
- Sa Majesté
- Joe Beecham (en)
- Helen Yawson (en)
- Joe Mettle
- Diana Hamilton
- Daughters of Glorious Jesus (en)

## TIC
- Nii Quaynor
- Mohammed-Sani Abdulai (en)

## Militants
- Stella Saaka
- Juliana Dogbadzi
- Abena Dugan (en)
- Afi Azaratu Yakubu

## Autres
- Kofi Bentum Quantson (en)
- Harriet Bruce-Annan, humanitaire
- Efua Asibon (en)
- Ama Hemmah
- Felicia Edem Attipoe
- Ruth Ama Gyan-Darkwa
- DJ Zel (en)
- Molly Germaine Prempeh